# Glacera de Kennicott
La Glacera de Kennicott (en anglès Kennicott Glacier) és una glacera de l'estat estatunidenc d'Alaska. La seva orientació és cap al sud-est i té una llargada de 43 km des de la base del Mont Blackburn fins al riu Kennicott, a les muntanyes Wrangell. Es troba al centre del Parc i Reserva Nacionals Wrangell-Sant Elies, prop del petit poble de McCarthy i el poble abandonat de Kennecott.
El nom li fou donat el 1899 per Rohn del Servei Geològic dels Estats Units en record de Robert Kennicott, un dels primers exploradors d'Alaska i director del cos científic de la Western Union Telegraph Expedition de 1865.